# Micromia euthynsis
Tripteridia euthynsis là một loài bướm đêm trong họ Geometridae.